# Sfainet el Dreib
Sfainet el Dreib è un centro abitato e comune (municipalité) del Libano situato nel distretto di Akkar, governatorato di Akkar.